# Peperomia arborigaudens
Peperomia arborigaudens är en pepparväxtart som beskrevs av William Trelease. Peperomia arborigaudens ingår i släktet peperomior, och familjen pepparväxter. Inga underarter finns listade i Catalogue of Life.